# Nouveau Flamenco
Nouveau Flamenco è il primo album di Ottmar Liebert.

## Nouveau Flamenco
1. Barcelona Nights
2. Heart Still/Beating (4 Berlin)
3. 3 Women Walking
4. 2 The Night (Fast Cars/4 Frank)
5. Passing Storm
6. Santa Fe
7. Surrender 2 Love
8. Waiting 4 Stars 2 Fall
9. Road 2 Her/Home (Bulerias)
10. After the Rain
11. Flowers of Romance (4 Bok Yun)
12. Moon Over Trees
13. Shadows